# Mazaeras mediofasciata
Mazaeras mediofasciata är en fjärilsart som beskrevs av James John Joicey och Talbot 1916. Mazaeras mediofasciata ingår i släktet Mazaeras och familjen björnspinnare. Inga underarter finns listade i Catalogue of Life.